# Xin, Xinyang
Xin, även känt som Xinxian, är ett härad som lyder under Xinyangs stad på prefekturnivå i Henan-provinsen i norra Kina.

## Kända personer
- Xu Shiyou (1905-85), kommunistisk politiker och general i Folkets befrielsearmé.